# Kerk van Slangerup
De Kerk van Slangerup of Sint-Michaëlkerk (Deens: Slangerup Kirke; Skt. Michaels Kirke) bevindt zich op het hoogste punt van Slangerup in de gemeente Frederikssund (Denemarken).

## Geschiedenis
Slangerup was vroeger een koninklijke stad en vanuit deze stad werd het noorden van Seeland bestuurd, een status die de stad, na verlies van betekenis, in 1809 moest afstaan aan Frederikssund. In de 16e eeuw bevond zich hier zelfs een koninklijke stoeterij. De indrukwekkende kerk uit de late jaren 1500 getuigt nog van deze status van weleer.
De oorspronkelijke Michaëlkerk werd in 1411 ingewijd na de renovatie dan wel de bouw van de toren. Het onderste deel van de huidige toren dateert nog uit deze tijd.
In 1587 leende de stad een bedrag 1000 daalders van koning Frederik II van Denemarken voor de bouw van een nieuwe kerk. De kerk werd onder leiding van Jørgen Friborg naar een ontwerp van de Deens-Vlaamse architect Hans van Steenwinckel de Oude gebouwd en voltooid in 1588.
Het grote en rijk ingerichte kerkgebouw vertegenwoordigt de gotische stijl, maar in de vormgeving van de gevels is de renaissance te herkennen. Het zuidelijke portaal wordt versierd met de wapens van Frederik II, koningin Sophie en hun alliantiewapen. Onder het wapen van de koning Frederik staan de woorden Mein Hofnung zu Gott allein, onder dat van de koningin Gott verlest die seinen nicht.
Van 1668-1677 diende Thomas Kingo (* 15 december 1634 te Slangerup; † 14 oktober 1703 te Odense) als predikant in de kerk. Thomas Kingo was een bekende Deense schrijver van kerkliederen en werd na zijn ambtsperiode in Slangerup bisschop van Odense.

## Interieur

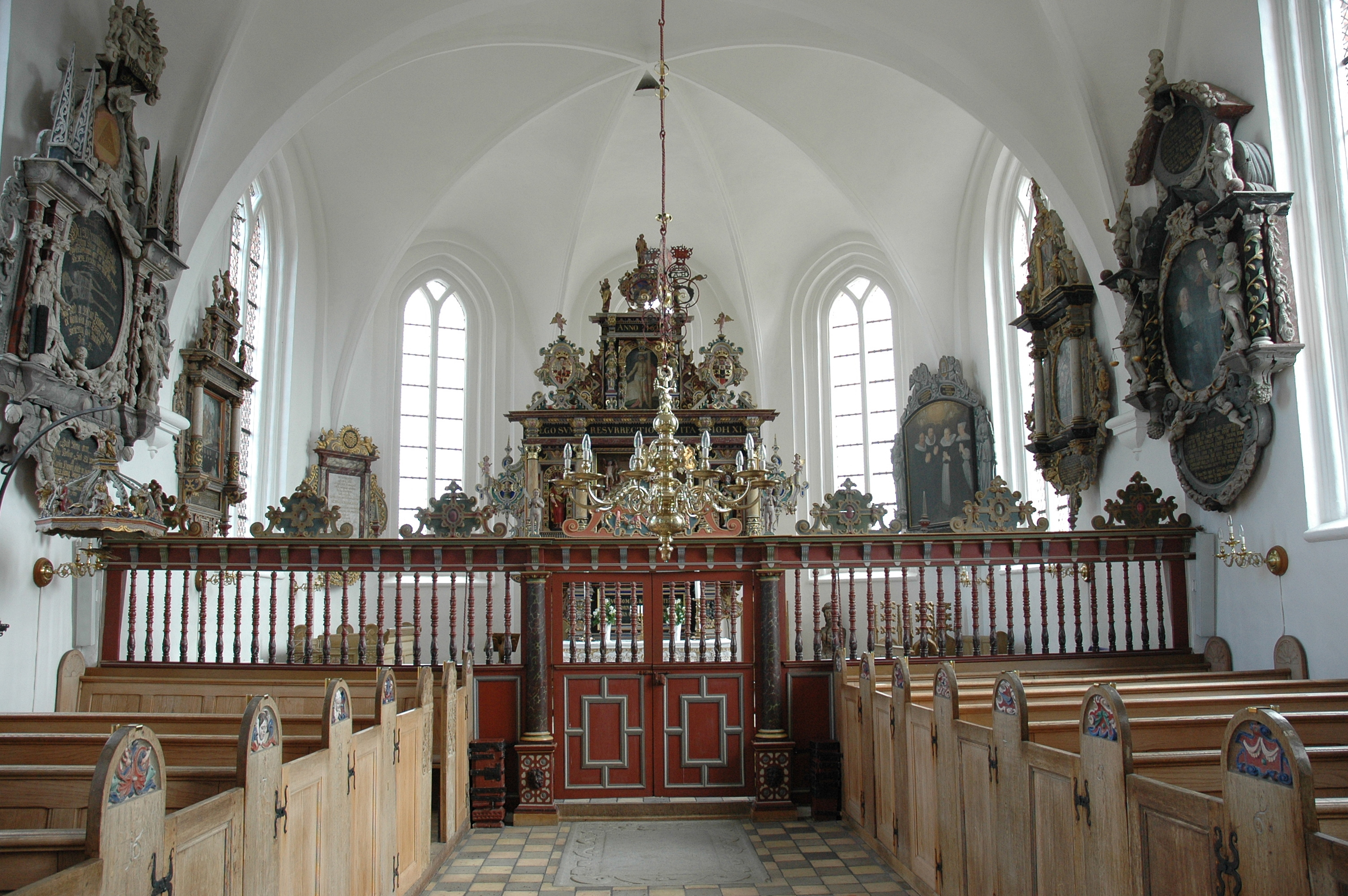
Overzicht interieur

Het kerkgebouw is rijk aan oud kerkmeubilair. Enkele werken stammen uit een kleinere voorgangerkerk en andere uit een kort na 1588 gesloopte kloosterkerk. Middeleeuws zijn bijvoorbeeld de voorstellingen in het renaissance altaarstuk uit 1611 van de Kruisiging en een Man van Smarten. De kandelaren voor het altaar werden in 1621 geschonken. Een groot beeld uit circa 1475 van Christus als de Man van Smarten is waarschijnlijk afkomstig van een ouder zijaltaar. Het beeld is circa 180 cm. hoog en beide armen zijn vanaf de schouders niet meer aanwezig. Een gotische lezenaar met een adelaar die op een geslotenboek staat is waarschijnlijk afkomstig uit de kloosterkerk.
Het koor wordt van het kerkschip gescheiden door een houten koorhek uit circa 1600. De deuren van het koorhek worden geflankeerd door ionische zuilen.
Uit de oudere parochiekerk stamt ook het romaanse doopvont en de oudste wangen van de kerkbanken die het jaartal 1562 dragen, het jaar dat de gemeente klaagde over plaatsgebrek, dat aanvankelijk werd verholpen door meer banken toe te voegen, maar uiteindelijk resulteerde in de bouw van een grotere kerk in 1586-1588. De meeste andere wangen van de kerkbanken dateren van 1588.
De 17e-eeuwse preekstoel wordt versierd met de beelden van de evangelisten. Het doopvont stamt uit 1675 en de deksel voor het doopvont uit 1676. Uit de jaren 1600 stamen ook twee offerblokken, een kist, drie kroonluchters en meerdere epitafen. De orgelkas werd in de jaren 1700 door Lambert Daniel Kasten gebouwd en geschonken door weduwe van de predikant, Maren Pedersdatter Friis, die de kerk ook een kroonluchter, meerdere boeken en de Bijbel op de altaartafel naliet. De familie werd bijgezet onder het koor van de kerk, waar zich ook het epitaaf bevindt. Aan de kerkmuren werden vijf grote olieverfschilderijen met onderschrift opgehangen; de oudste in 1711, de vier andere in 1731.
Aan de zuidelijke muur boven de uitgang hangt een laatgotisch kruisbeeld uit de jaren 1400 van circa 3,5 meter. Christus draagt een grote bijna tulbandachtige doornenkroon en in de uiteinden van de kruisarmen bevinden zich de symbolen van de evangelisten. Een ander kruis van zandsteen dateert uit de jaren 1500. Het betreft 82 cm. grote corpus aan een Antoniuskruis. Onder de gekruisigde Christus is de heuvel Golgotha met daarboven een schedel aangebracht.

## Afbeeldingen

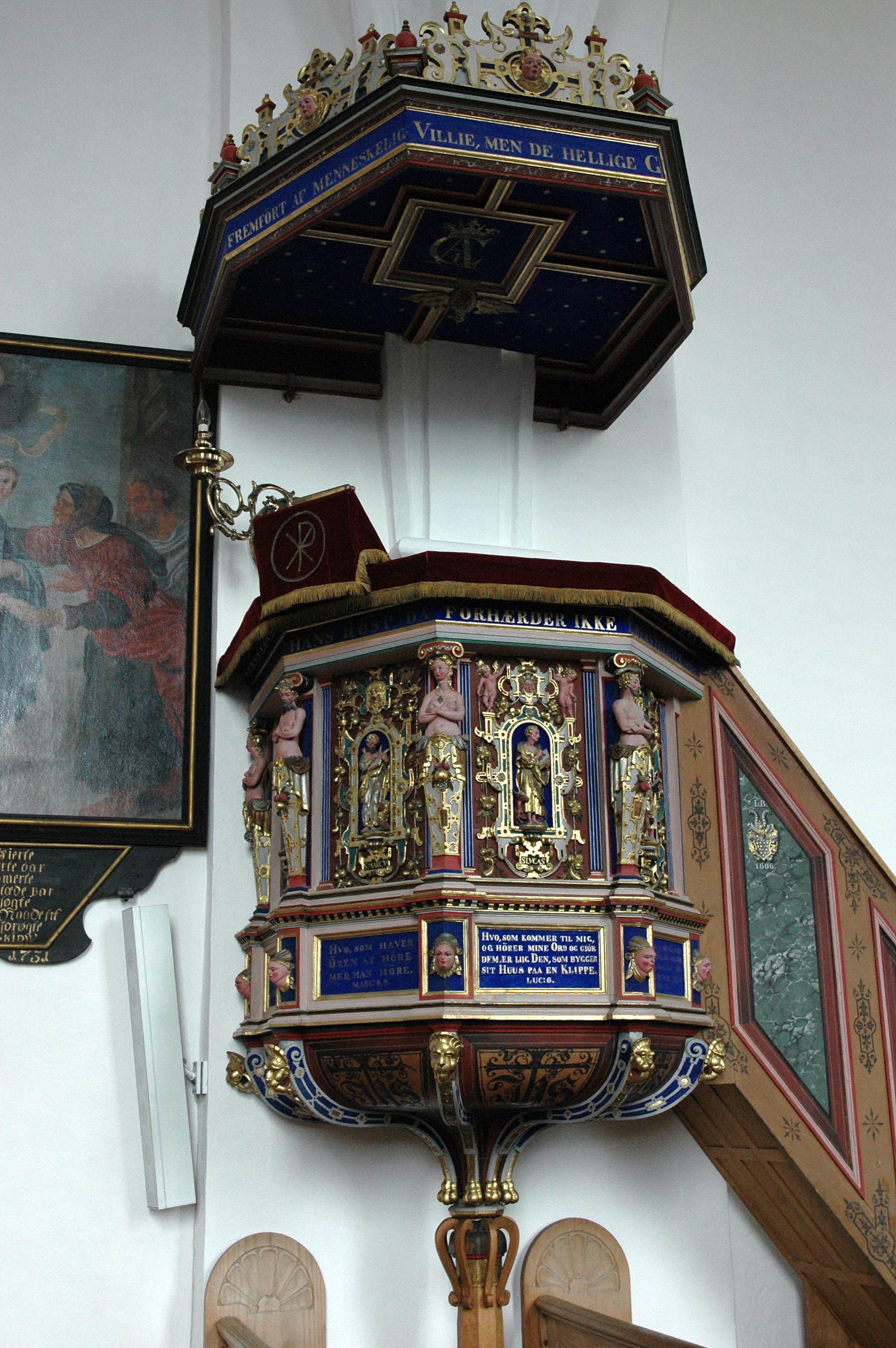
Preekstoel
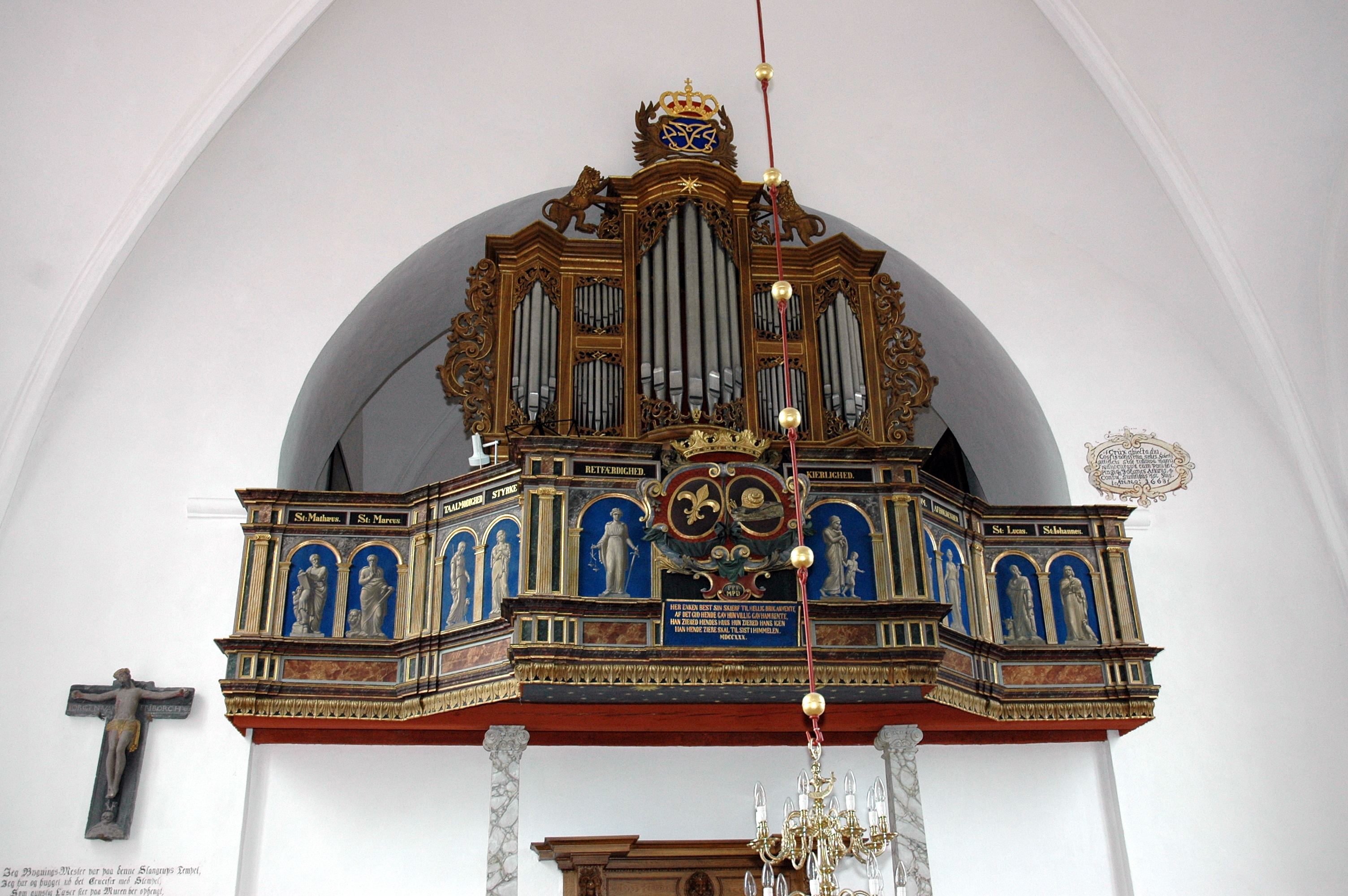
Orgel
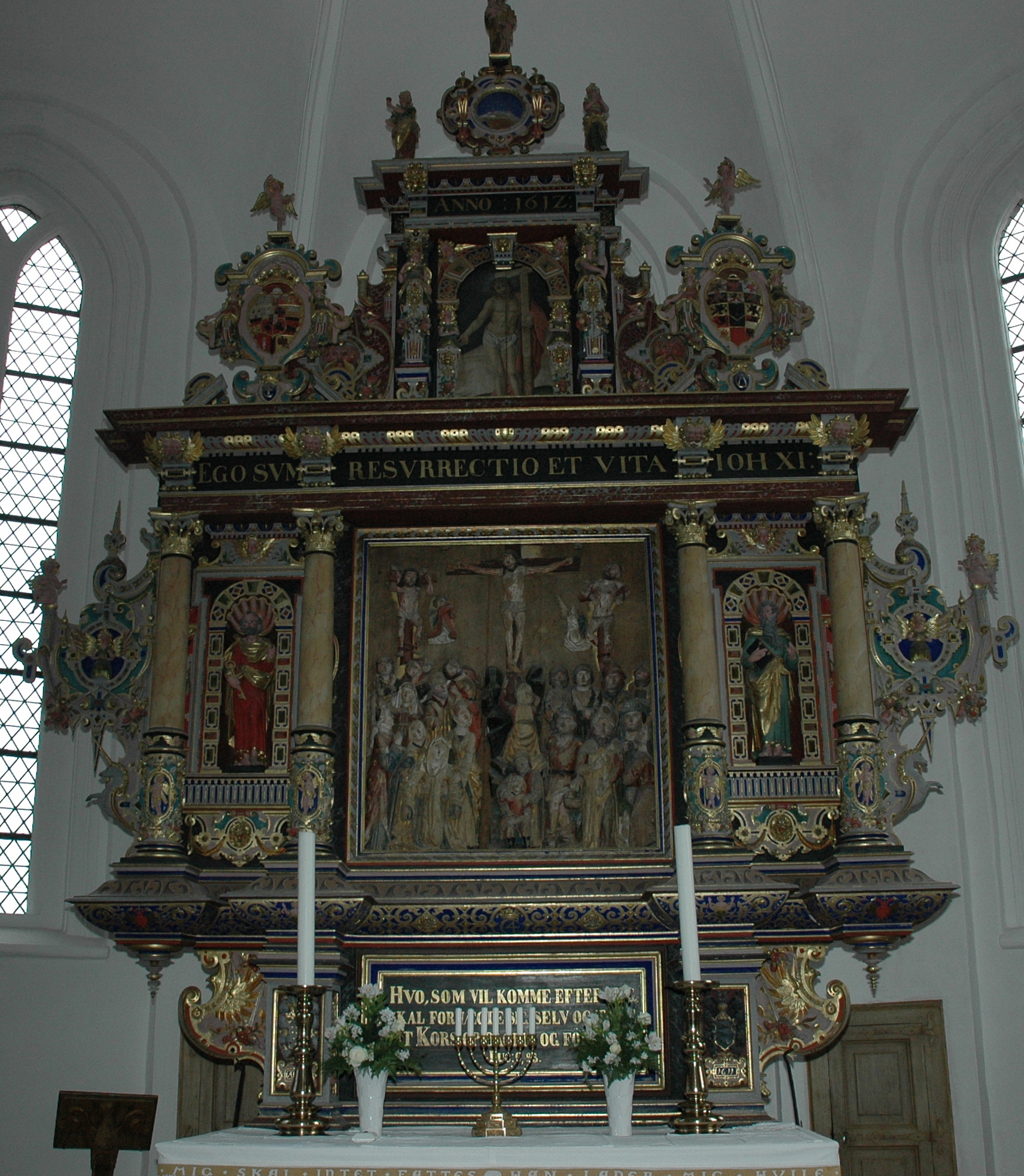
Altaarstuk
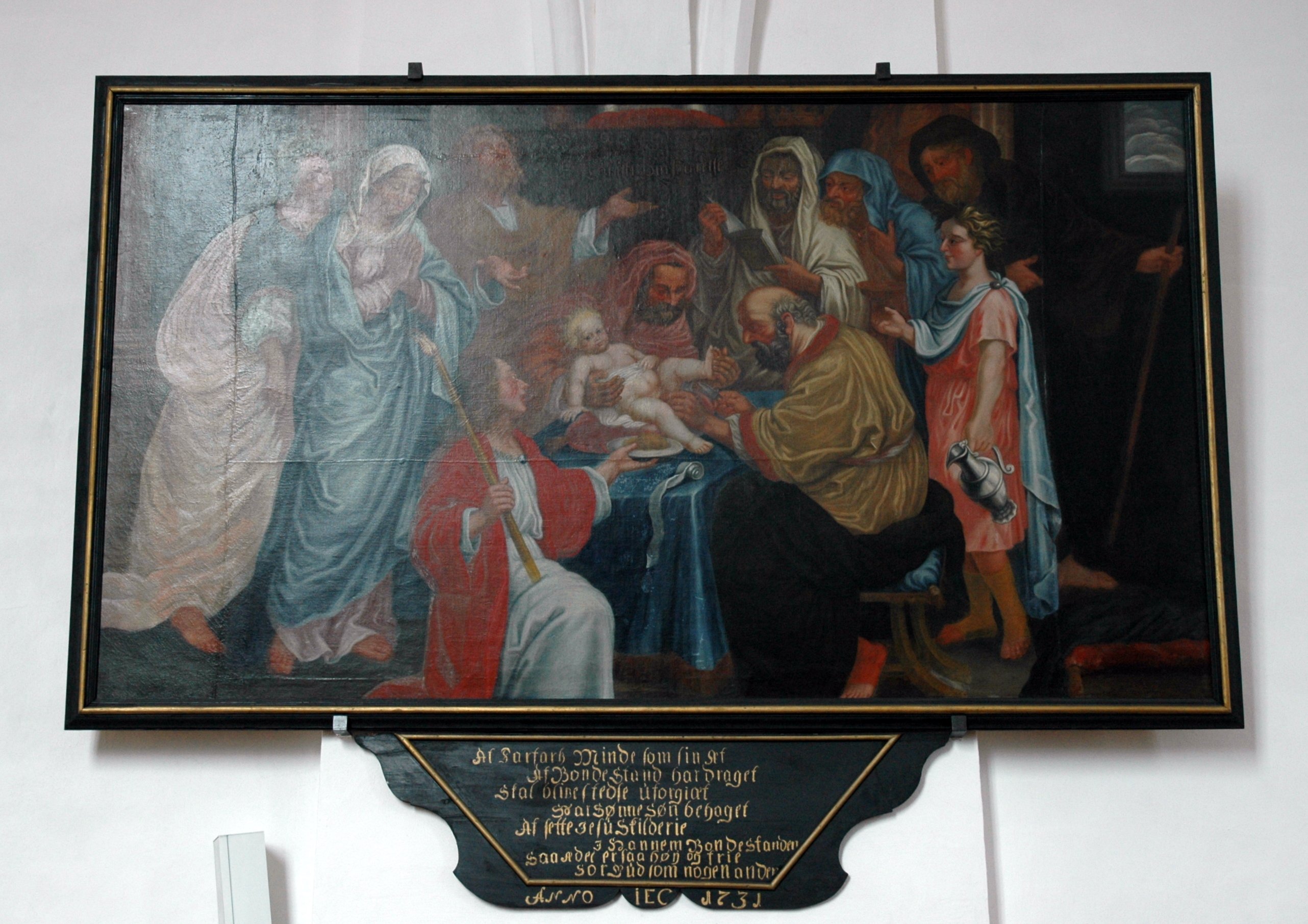
Schilderij de besnijdenis van Jezus
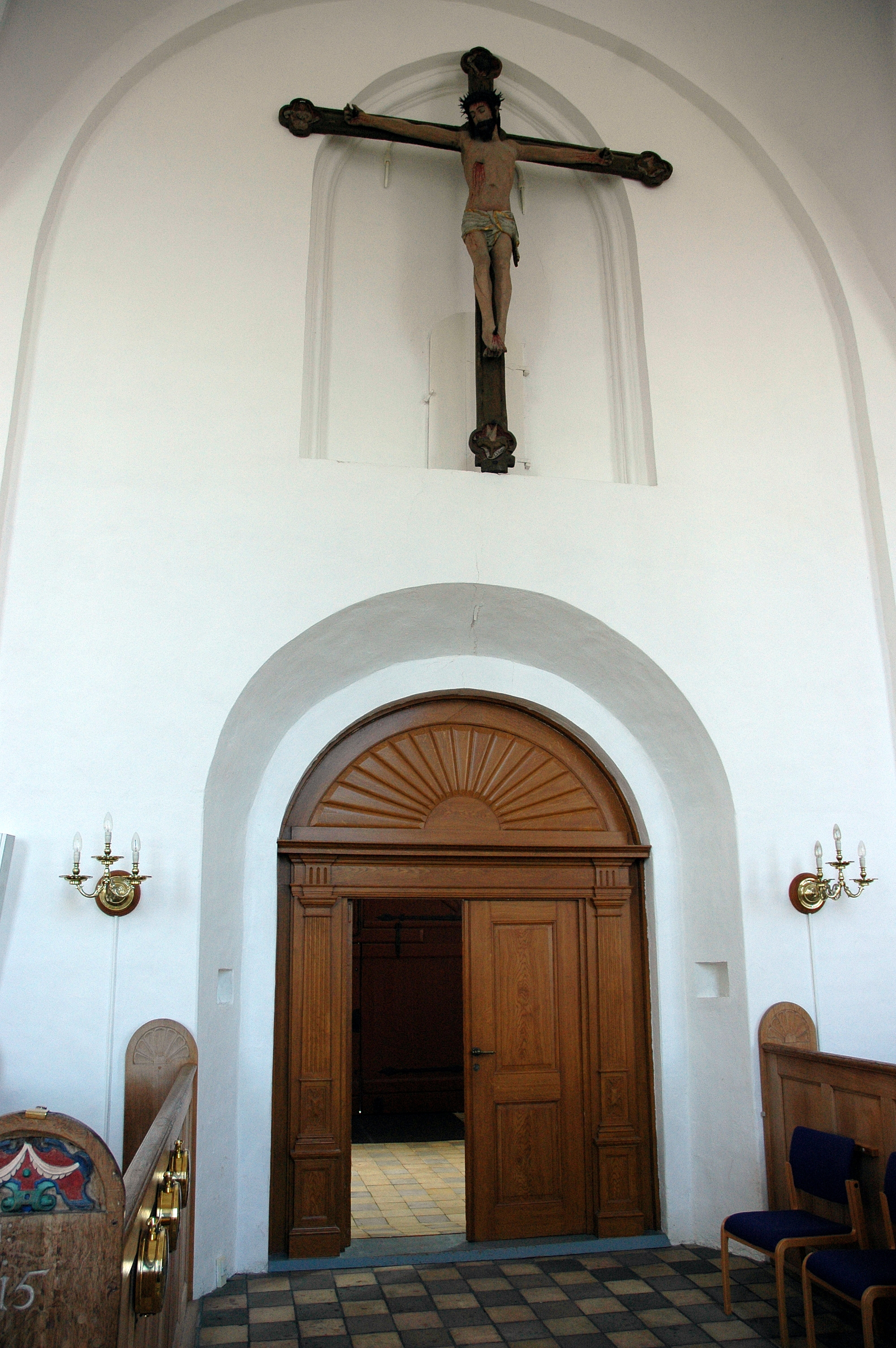
Crucifix uit de jaren 1400